# Areias (Barcelos)
Areias, ou Areias de São Vicente, é uma povoação portuguesa sede da Freguesia de Areias do Município de Barcelos, freguesia com 2,51 km² de área e 1026 habitantes (censo de 2021), tendo, por isso, uma densidade populacional de 408,8 hab./km².

## História
Pertenceu ao extinto concelho de Prado. Aquando da extinção deste em 24 de outubro de 1855, passou para o concelho (atual município) de Barcelos.

## Demografia
A população registada nos censos foi:
| Distribuição da População por Grupos Etários | Distribuição da População por Grupos Etários | Distribuição da População por Grupos Etários | Distribuição da População por Grupos Etários | Distribuição da População por Grupos Etários |
| -------------------------------------------- | -------------------------------------------- | -------------------------------------------- | -------------------------------------------- | -------------------------------------------- |
| Ano                                          | 0-14 Anos                                    | 15-24 Anos                                   | 25-64 Anos                                   | > 65 Anos                                    |
| 2001                                         | 195                                          | 216                                          | 551                                          | 130                                          |
| 2011                                         | 169                                          | 122                                          | 592                                          | 131                                          |
| 2021                                         | 136                                          | 117                                          | 561                                          | 212                                          |

## Política

### Eleições autárquicas
| Data | %       | V       | %     | V  | %       | V       | %       | V       | %     | V   |
| Data | PPD/PSD | PPD/PSD | PS    | PS | CDS-PP  | CDS-PP  | PSD-CDS | PSD-CDS | IND   | IND |
| ---- | ------- | ------- | ----- | -- | ------- | ------- | ------- | ------- | ----- | --- |
| 1976 | 49,89   | 4       | 26,75 | 2  | 21,23   | 1       |         |         |       |     |
| 1979 | 56,78   | 6       | 16,64 | 1  | 24,59   | 2       |         |         |       |     |
| 1982 | 52,33   | 5       | 23,66 | 2  | 21,07   | 2       |         |         |       |     |
| 1985 | 39,76   | 3       |       |    | 48,73   | 4       |         |         |       |     |
| 1989 | 54,09   | 4       | 40,09 | 3  |         |         |         |         |       |     |
| 1993 | 61,54   | 5       | 30,29 | 2  |         |         |         |         |       |     |
| 1997 | 49,20   | 4       | 41,94 | 3  | 6,53    | -       |         |         |       |     |
| 2001 | 60,19   | 4       | 38,30 | 3  |         |         |         |         |       |     |
| 2005 | 64,43   | 5       | 31,92 | 2  |         |         |         |         |       |     |
| 2009 | 69,06   | 5       | 27,21 | 2  |         |         |         |         |       |     |
| 2013 | CDS-PP  | CDS-PP  | 44,13 | 3  | PPD/PSD | PPD/PSD | 39,74   | 3       | 11,29 | 1   |
| 2017 | CDS-PP  | CDS-PP  | 15,63 | 1  | PPD/PSD | PPD/PSD | 22,73   | 1       | 57,95 | 5   |
| 2021 | CDS-PP  | CDS-PP  | 40,00 | 3  | PPD/PSD | PPD/PSD | 53,91   | 4       |       |     |